# Mat Marija
Mat Marija (russisk: Мать Мария) er en sovjetisk spillefilm fra 1983 af Sergej Kolosov.

## Medvirkende
- Ljudmila Kasatkina som Jelizaveta Jurjevna Kuzmina-Karavajeva
- Leonid Markov som Daniel Skobtsov
- Igor Gorbatjov som Bunakov-Fondaminskij
- Veronika Polonskaja som Sofia Pylenko
- Jevgenija Khanajeva som Langeais